# Strandibalonius femoralis
Strandibalonius femoralis is een hooiwagen uit de familie Podoctidae. De originele naamcombinatie (protoniem) is Fronticonus femoralis Roewer 1949. Een volgende naamrecombinatie werd gepubliceerd als Metibalonius femoralis (Roewer 1949) in Goodnight & Goodnight 1957, dan later Strandibalonius femoralis (Roewer 1949) in Kury et al. 2020.